# Takumi Shimohira
Takumi Shimohira (下平 匠 Shimohira Takumi?), född 6 oktober 1988 i Osaka prefektur, är en japansk fotbollsspelare.
Shimohira började sin karriär 2007 i Gamba Osaka. Med Gamba Osaka vann han AFC Champions League 2008, japanska ligacupen 2007 och japanska cupen 2008, 2009. 2012 flyttade han till Omiya Ardija. Efter Omiya Ardija spelade han för Yokohama F. Marinos och JEF United Chiba.